# Malmersdorf
Malmersdorf (fränkisch: Malmasch-dorf) ist ein Gemeindeteil des Marktes Lichtenau im Landkreis Ansbach (Mittelfranken, Bayern). Die Gemarkung Malmersdorf hat eine Fläche von 4,890 km². Sie ist in 647 Flurstücke aufgeteilt, die eine durchschnittliche Flurstücksfläche von 7557,47 m² haben. In ihr liegen neben dem namensgebenden Ort die Gemeindeteile Büschelbach und Waltendorf.

## Geografie
Das Dorf liegt an der Fränkischen Rezat. Östlich des Orts mündet das Dorfbächlein als linker Zufluss in die Rezat. Im Nordosten befindet sich das Gewerbegebiet Lichtenau A 6, dahinter liegt die Flur Salzleite. Unmittelbar nördlich von Malmersdorf verläuft die Staatsstraße 2223, die von Windsbach nach Ansbach führt. Gemeindeverbindungsstraßen führen nach Lichtenau (1,5 km westlich), Immeldorf (1 km östlich) und Waltendorf (0,4 km südöstlich).

## Geschichte
Der Ort wurde 1210 als „Malbresdorf“ erstmals urkundlich erwähnt. Weitere Nennungen lauten „Mahelbrehtsdorf“ und „Malvisdorf“ (1303), „Mahelbrechtesdorf“ (1317), „Malbrehstorf“ (1334), „Malversdorf“ (1335), „Malbersdorff“ (1450) und „Malmersdorff“ (1452). Das Bestimmungswort des Ortsnamens ist der Personenname Mahalbreth, der als Gründer der Siedlung anzunehmen ist. Aufgrund der hervorragenden Bodenverhältnisse kann von einer Gründung vor dem 8. Jahrhundert ausgegangen werden.
In Malmersdorf erwarb das Kloster Heilsbronn im Jahre 1335 von Heinrich Plepping und dessen Frau Adelheid ein kleines Gut, ein burggräfliches Lehen, dessen Ertrag dem Klosterhospital zur besseren Siechenpflege dienen sollte.
Im Salbuch des nürnbergischen Pflegamtes Lichtenau von 1515 wurden für Malmersdorf 9 Untertansfamilien angegeben: 7 Untertanen unterstanden der Reichsstadt Nürnberg, 2 Untertanen den Herren von Eyb zu Sommersdorf.
Im 16-Punkte-Bericht des brandenburg-ansbachischen Klosteramts Heilsbronn aus dem Jahr 1608 wurde für Malmersdorf 1 Köbler angegeben, der dem Klosterverwalteramt Heilsbronn unterstand. Die Anwesen anderer Grundherrn wurden nicht aufgelistet.
Laut der Amtsbeschreibung des Pflegamtes Lichtenau aus dem Jahr 1748 zählte der Ort zur Hauptmannschaft Immeldorf. Er bildete eine Realgemeinde mit Waltendorf. In Malmersdorf gab es 11 Untertansfamilien, von denen 9 nürnbergisch waren.
Gegen Ende des 18. Jahrhunderts gab es in Malmersdorf zwölf Anwesen und ein Gemeindehirtenhaus. Das Hochgericht und die Dorf- und Gemeindeherrschaft übte das Pflegamt Lichtenau aus. Grundherren waren die Reichsstadt Nürnberg (Pflegamt Lichtenau: 2 Höfe, 5 Güter; Landesalmosenamt: 1 Hof, 2 Halbhöfe), das Klosterverwalteramt Heilsbronn (1 Fischergütlein) und das Rittergut Frohnhof der Herren von Eyb (1 Leerhaus).
1806 kam Malmersdorf an das Königreich Bayern. Im Rahmen des Gemeindeedikts wurde Malmersdorf dem 1808 gebildeten Steuerdistrikt Immeldorf und der 1810 gegründeten Ruralgemeinde Immeldorf zugeordnet. Mit dem Zweiten Gemeindeedikt (1818) entstand die Ruralgemeinde Malmersdorf, zu der Büschelbach und Waltendorf gehörten. Sie war in Verwaltung und Gerichtsbarkeit dem Landgericht Heilsbronn zugeordnet und in der Finanzverwaltung dem Rentamt Windsbach. Von 1862 bis 1879 gehörte Malmersdorf zum Bezirksamt Heilsbronn, ab 1880 zum Bezirksamt Ansbach (1939 in Landkreis Ansbach umbenannt) und zum Rentamt Heilsbronn (1919–1929: Finanzamt Heilsbronn, seit 1929: Finanzamt Ansbach). Die Gerichtsbarkeit blieb beim Landgericht Heilsbronn (1879 in Amtsgericht Heilsbronn umbenannt), seit 1956 ist das Amtsgericht Ansbach zuständig. Die Gemeinde hatte 1964 eine Gebietsfläche von 4,992 km². Im Zuge der Gebietsreform in Bayern wurde die Gemeinde Malmersdorf am 1. April 1971 nach Lichtenau eingemeindet.
Im Jahr 2011 wurde der ganze Ort als Tempo-30-Zone erklärt.

### Baudenkmal
- Haus Nr. 1: Wohnstallhaus, eingeschossiges Gebäude mit Steildach, überwiegend Fachwerk, wohl 17. Jahrhundert, unterfangen 1732.[20]

### Bodendenkmäler
In der Gemarkung Malmersdorf gibt es drei Bodendenkmäler.

### Einwohnerentwicklung
Gemeinde Malmersdorf
| Jahr      | 1818   | 1840   | 1852   | 1855   | 1861   | 1867   | 1871   | 1875   | 1880   | 1885   | 1890   | 1895   | 1900   | 1905   | 1910   | 1919   | 1925   | 1933   | 1939   | 1946   | 1950   | 1952   | 1961   | 1970   |
| Einwohner | 193    | 159    | 191    | 187    | 184    | 170    | 158    | 158    | 170    | 172    | 172    | 169    | 164    | 169    | 179    | 183    | 168    | 167    | 162    | 239    | 239    | 194    | 160    | 164    |
| Häuser    | 34     | 32     |        |        |        |        | 33     |        |        | 34     | 34     |        | 34     |        |        |        | 31     |        |        |        | 32     |        | 30     |        |
| Quelle    | [ 22 ] | [ 23 ] | [ 24 ] | [ 24 ] | [ 25 ] | [ 26 ] | [ 27 ] | [ 28 ] | [ 29 ] | [ 30 ] | [ 31 ] | [ 32 ] | [ 33 ] | [ 32 ] | [ 34 ] | [ 32 ] | [ 35 ] | [ 32 ] | [ 32 ] | [ 32 ] | [ 36 ] | [ 32 ] | [ 17 ] | [ 37 ] |

Ort Malmersdorf
| Jahr      | 001818 | 001840 | 001861 | 001871 | 001885 | 001900 | 001925 | 001950 | 001961 | 001970 | 001987 |
| Einwohner | 71     | 67     | 71     | 68     | 64     | 68     | 74     | 104    | 76     | 89     | 61     |
| Häuser    | 14     | 15     |        |        | 15     | 16     | 14     | 15     | 15     |        | 16     |
| Quelle    | [ 22 ] | [ 23 ] | [ 25 ] | [ 27 ] | [ 30 ] | [ 33 ] | [ 35 ] | [ 36 ] | [ 17 ] | [ 37 ] | [ 1 ]  |

## Religion
Der Ort ist seit der Reformation evangelisch-lutherisch geprägt und nach St. Georg (Immeldorf) gepfarrt. Die Einwohner römisch-katholischer Konfession sind nach St. Johannes (Lichtenau) gepfarrt.